# Haspengouw Groep
De Haspengouw Groep is een groep gesteentelagen in de ondergrond van noordoost België. De groep werd gevormd in het Vroeg-Paleoceen en wordt onderverdeeld in twee formaties, de Formatie van Houthem (de onderste van de twee) en de Formatie van Opglabbeek. De Haspengouw Groep is genoemd naar de Haspengouw in zuidelijk Limburg.
De Formatie van Houthem bestaat uit ondiep-mariene zandige kalksteen uit het Vroeg- en Midden-Danien (ongeveer 65 - 63 miljoen jaar geleden) en komt voor in de provincie Limburg en het noorden van de provincie Antwerpen. Ook in Nederlands Zuid-Limburg wordt de formatie aangetroffen. De Formatie van Opglabbeek is een afwisseling van continentale tot lagunaire klei, zand en bruinkool uit het Vroeg-Selandien (ongeveer 60 miljoen jaar oud). Ze komt alleen voor in het noorden en oosten van de provincie Limburg.
De Haspengouw Groep ligt bovenop formaties uit het Krijt, zoals de Formatie van Maastricht (zandige kalksteen). Boven op de Haspengouw Groep ligt normaal gesproken de Laat-Paleocene Formatie van Hannut (mariene kleien, zanden en kalken). De indeling in de Nederlandse lithostratigrafie verschilt van de Belgische. In Nederland wordt de Formatie van Houthem tot de Krijtkalk Groep gerekend, terwijl lagen die correleren met de Formatie van Opglabbeek tot het onderste deel van de Formatie van Landen worden gerekend.